# Přestavlky (district de Plzeň-Sud)
Pour les articles homonymes, voir Přestavlky.
Přestavlky (en allemand : Petersheim) est une commune du district de Plzeň-Sud, dans la région de Plzeň, en République tchèque. Sa population s'élevait à 232 habitants en 2022.

## Géographie
Přestavlky se trouve à 8 km au sud-est de Stod, à 19 km au sud-ouest de Plzeň et à 101 km à l'ouest-sud-ouest de Prague.
La commune est limitée par Stod au nord, par Dnešice au nord et à l'est, par Soběkury et Merklín au sud, et par Zemětice et Líšina à l'ouest.

## Histoire
La première mention écrite de la localité date de 1243.

## Administration
La commune se compose de deux sections : 
- Přestavlky
- Lažany

## Galerie

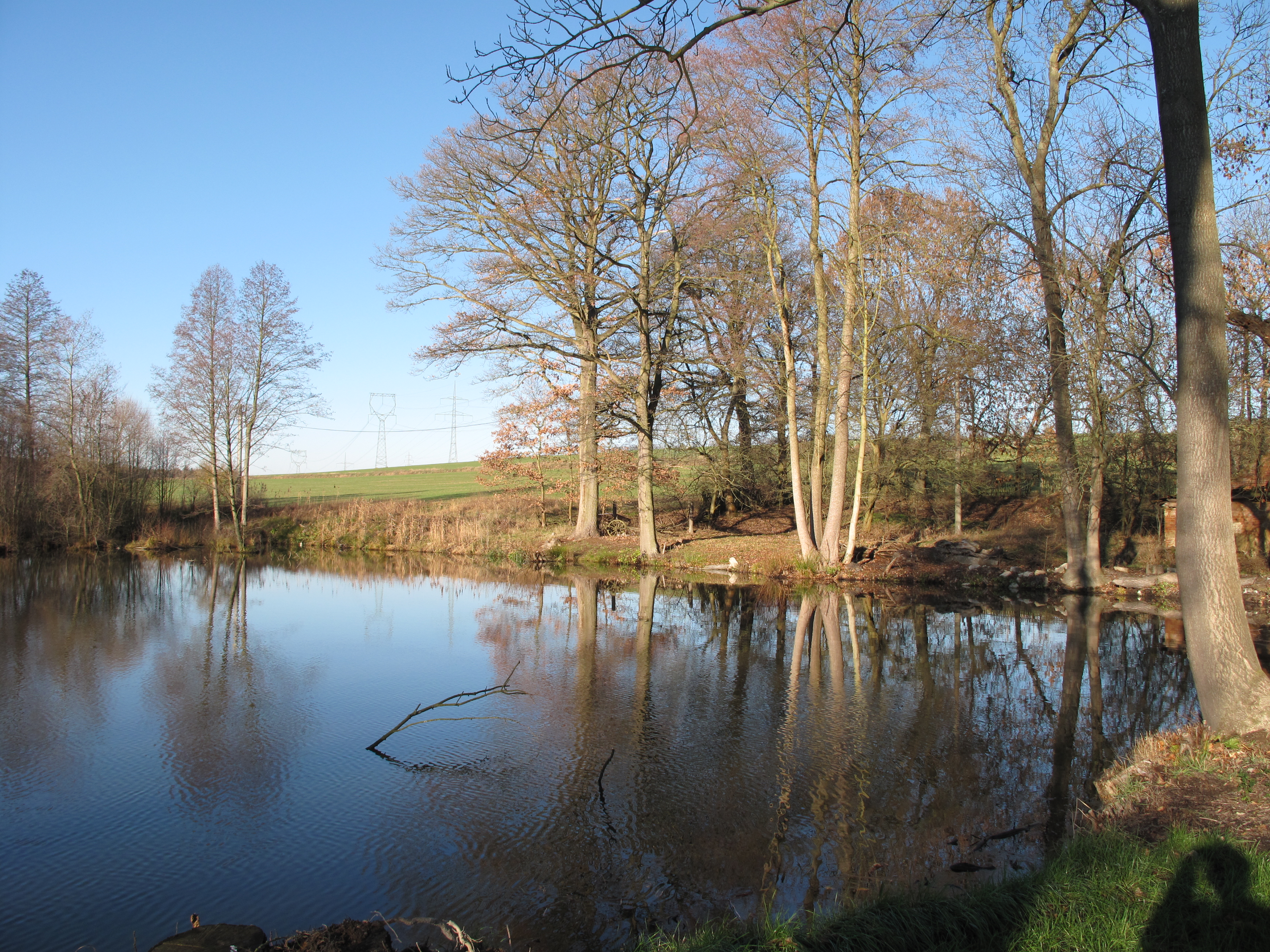
Étang à Lažany.
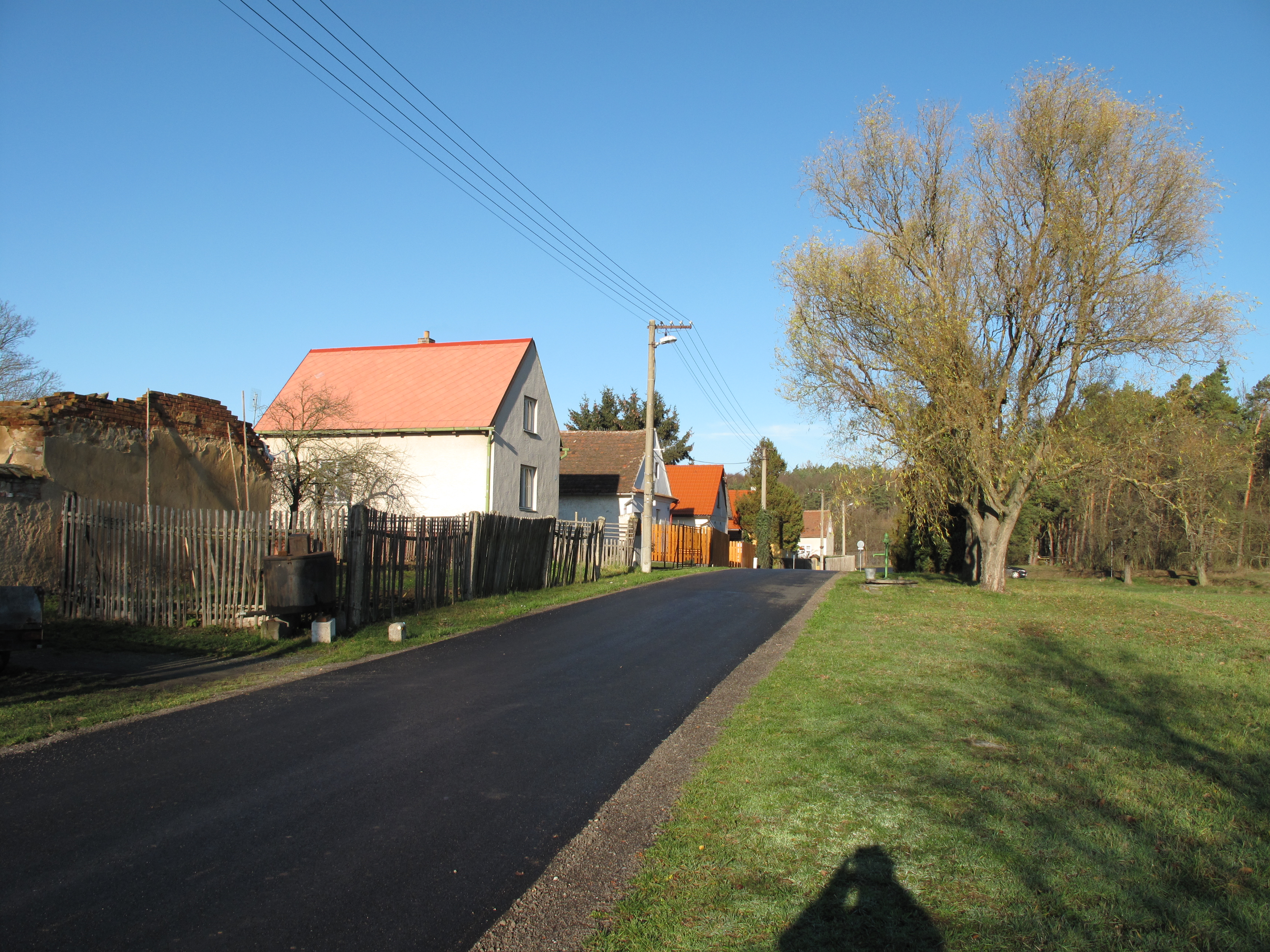
Horní Lažany.

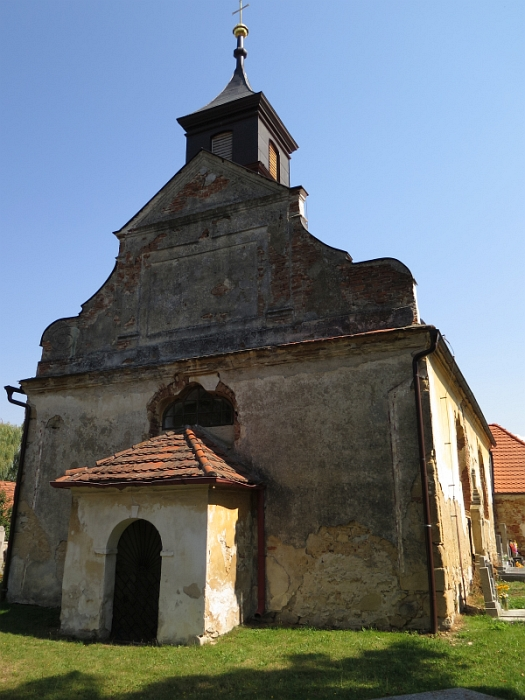
Přestavlky : église Saints-Pierre-et-Paul.

## Transports
Par la route, Přestavlky se trouve à 8 km de Přeštice, à 25 km de Plzeň et à 113 km de Prague. 